# Rudolf Hess
Rudolf Walter Richard Heß (Alexandria, Egipte, 26 d'abril de 1894 - Berlín, 17 d'agost de 1987), més conegut com a Rudolf Hess, va ser un militar i polític alemany. Figura prominent en l'Alemanya Nazi, va ser la setzena persona a afiliar-se al Partit Nacionalsocialista i va actuar com a representant d'Adolf Hitler al partit. Durant la invasió de la Unió Soviètica va volar a Escòcia amb la intenció de negociar la pau, però va ser arrestat. En acabar la guerra va ser jutjat als Judicis de Nuremberg i condemnat a cadena perpètua, que va complir a la presó de Spandau, a Berlín, fins que es va suïcidar el 1987.

## Biografia
Rudolf Hess era el primer dels tres fills de Fritz Hess, un pròsper home de negocis bavarès instal·lat a Alexandria, i Clara Hess (de soltera Münch). Es va educar a l'Escola Protestant Alemanya d'Alexandria del 1900 al 1908, i després va ser enviat a Alemanya per estudiar en un internat a Bad Godesberg. Tot i la seva predisposició per a les ciències i les matemàtiques, el seu pare el va enviar el 1911 a l'École Supérieure de Commerce a Neuchâtel, Suïssa, amb la intenció que s'incorporés a l'empresa familiar, Hess & Co. Després d'estudiar-hi un any va entrar com a aprenent en una empresa de comerç d'Hamburg.

A l'inici de la Primera Guerra Mundial es va allistar i va ser destinat al front francès, on va participar entre d'altres a la batalla de Verdun, per després ser enviat al front romanès, on va resultar ferit. Després de la seva hospitalització a Alemanya va ser format com a pilot d'avió, però no va tenir temps d'entrar en combat aeri a causa del final de la guerra. Durant el conflicte va rebre la Creu de Ferro, 2a classe, i la Creu del Mèrit de Baviera.

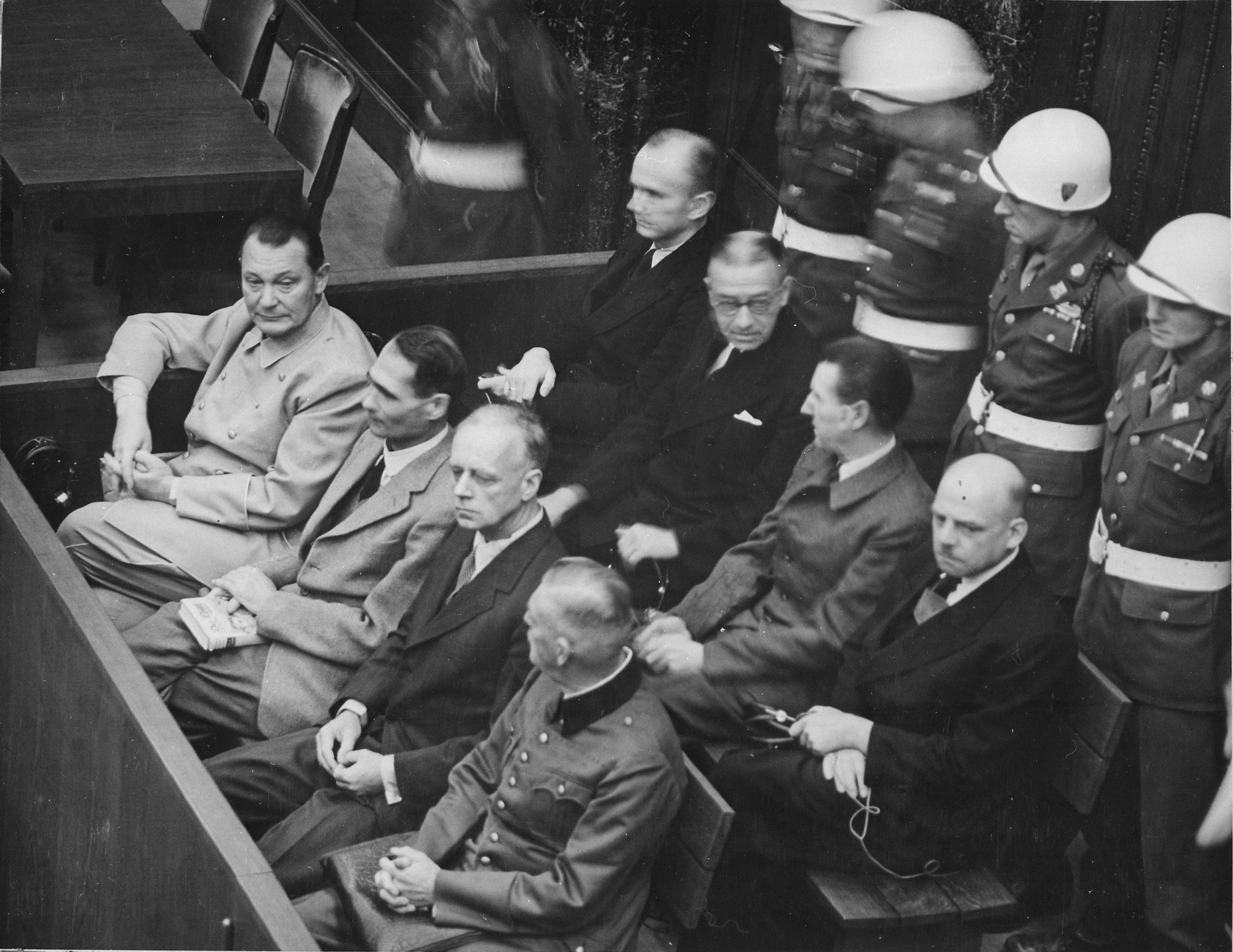
Rudolf Hess, segon per l'esquerra, al judici de Núremberg

La ruïna de la família, que havia perdut els seus negocis a Egipte, i la situació econòmica d'Alemanya, el van empènyer a adherir-se a la Societat de Thule, un grup d'ultra-dreta antisemita Völkisch i a l'organització paramilitar Freikorps. La primavera de 1919 va participar en les lluites al carrer amb els grups d'esquerra i va distribuir propaganda antisemita.
A la tardor següent va ingressar a la Universitat de Múnic, on va estudiar història i economia. Hi va fer amistat amb el seu professor de geopolítica, Karl Haushofer, que formulava el concepte de Lebensraum (espai vital), com a justificació de l'expansió d'Alemanya cap a l'est d'Europa. Seria a través de Hess que posteriorment Hitler assimilaria aquesta idea i en faria un dels pilars de la ideologia nazi. També hi va conèixer Ilse Pröhl, estudiant com ell, amb qui es va casar el 20 de desembre de 1927 i hi va tenir un fill, Wolf Rüdiger Hess, el 1937.

### Relació amb Hitler i l'NSDAP
El 1920 va sentir parlar Adolf Hitler, en una trobada a Múnic, i el va impressionar la seva opinió que Alemanya havia perdut la guerra per un complot judeo-bolxevic i no per una desfeta militar. L'1 de juliol es va adherir al NSDAP com a membre número 16, i es va dedicar a aconseguir fons i a activitats organitzatives. El 4 de novembre de 1921 va ser ferit en protegir Hitler amb el seu cos en l'atemptat amb bomba provocat per un marxista a la cerveseria Hofbraühaus. El 1922 va entrar a les Sturmabteilungen (SA) amb funcions d'organització i de reclutament de nous membres.
Va participar en l'intent de cop d'estat del NSDAP a Múnic del 8 de novembre 1923, que va acabar amb la detenció de Hitler i la il·legalització del NSDAP i les SA. Hess, després d'haver agafat ostatges, va poder fugir a Àustria amb l'ajut d'Ilse Pröhl, però finalment va tornar a Alemanya i va ser arrestat. Hitler va ser condemnat a 5 anys de presó i Hess a 18 mesos. Ambdós van complir condemna a la presó de Landsberg, on Hitler va dictar la seva obra, Mein Kampf ("la meva lluita"), al mateix Rudolf Hess i a Emil Maurice.
Hitler i Hess van ser alliberats el desembre de 1924, i el febrer següent es va aixecar la il·legalització del NSDAP i les SA. Rudolf Hess va esdevenir secretari privat de Hitler i més tard el seu ajudant personal. L'acompanyava en els seus actes arreu del país i va esdevenir el seu amic i confident. El desembre de 1932 va ser nomenat Comissari Polític Central del partit.
Durant aquests anys va mantenir l'interès per l'aviació, va treure's la llicència de pilot privat, va adquirir 3 avions Messerschmitt i va esdevenir un pilot experimentat.

## Viatge a Anglaterra
El 10 de maig de 1941 a les 18:00 h, Rudolf Hess s'enlairà a bord del seu Messerschmitt Bf 110 des d'Augsburg i la teoria més acceptada és que en un moment de bogeria, volia atribuir-se el mèrit de firmar la pau entre el Tercer Reich i el Regne Unit.
Sense ser detectat per la Luftwaffe, el Bf 110 de Rudolf Hess, abandonà l'espai aeri alemany i començà el seu camí pel Mar del Nord. En el seu viatge, un Spitfire intenta abatre Hess, però fent un picat va aconseguir escapolir-se. Hess arribà a Escocia a les 22:00 h de la nit (hora alemanya) al sud de l'illa anomenada Holy, a les 23:00 h. Hess arribà a Dungavel, la residència del Duc de Hamilton, a qui va comunicar l'oferta de pau.